# Parque Internacional de Exposições Siegfried Ritter
O Parque Internacional de Exposições Siegfried Ritter, é um parque de eventos localizado na cidade gaúcha de Santo Ângelo. Sedia feiras, rodeios, apresentações musicais e outros eventos, sendo o principal deles a Fenamilho Internacional. É acessado pela ERS-344, no trevo para a estrada à Atafona. Seu nome homenageia o ex-prefeito Siegfried Ritter.
A área onde está instalado o parque foi adquirida em 1985, quando era apenas uma lavoura de soja de 32 hectares. A primeira Feira Nacional do Milho neste local foi realizada em 1986.

## Estrutura
O parque possui 40 hectares, sendo nove pavilhões cobertos, dois centros administrativos, um salão de convenções com palco e 300 cadeiras, praças de alimentação, etnias, Cidade das Tortas, serviços de apoio, anfiteatro, palco alternativo, pistas de rodeio e motocross. O parque dispõe de 700 espaços para expositores entre micro, pequenas, médias e grandes empresas. Além disso, oferece espaço para artesanato, exposição de gado leiteiro, equinos, ovinos e bovinos.
A administração do parque é feita pela Secretaria Municipal de Indústria e Comércio.